# Betelkyrkan i Mälarhöjden, Stockholm
Betelkyrkan är den enda frikyrkan i Mälarhöjden i Söderort inom Stockholms kommun.

## Byggnaden
Betelkyrkan byggdes år 1935 enligt arkitekten David Janssons ritningarför den verksamhet som Stockholms första baptistförsamling (nuvarande Norrmalmskyrkan) då bedrev i Mälarhöjden.

## Inventarier
Bildkonstnären Börje Hammarroth har gjort krucifixet längst fram i kyrkan.  

## Verksamhet
Hägerstens baptistförsamling, som verkar i kyrkan, bildades 1960 och tillhör Equmeniakyrkan. Församlingens verksamhet omfattar bland annat en musikskola för barn och ungdomar.
I kyrkan huserar även spansktalande Chilenska församlingen Iglesia Evangélica Pentecostal, samt Ankarkåren som är en scoutkår tillhörig KFUK-KFUMs scoutförbund.